# Piedad con san Jerónimo, san Pablo y san Pedro
La Piedad con san Jerónimo, san Pablo y san Pedro (en italiano, Compianto su Cristo morto, con san Gerolamo, san Paolo e san Pietro o, abreviadamente, Compianto di Cristo Morto con Santi), es un cuadro realizado por el pintor renacentista italiano Sandro Botticelli. Está ejecutado al temple sobre tabla. Mide 140 cm de alto y 207 cm de ancho. Fue pintado en 1492, se cree que con ayuda de su taller, y actualmente se conserva en la Alte Pinakothek de Múnich.
La obra proviene de la iglesia florentina de San Paulino, de la que era prior Angelo Poliziano. El príncipe Luis de Baviera la adquirió en el siglo XIX, lo cual explica que pasara a formar parte de las colecciones muniquesas.
El tema de la Piedad, centrado en la figura de María con el Hijo muerto no fue habitual en la pintura florentina del siglo XV, a diferencia de lo que ocurría, por ejemplo, en Venecia. Que Botticelli realizara, al menos, dos cuadros con esta temática indica ya un cambio en el ambiente florentino de finales de siglo. Es posible que influyera en el autor el conocimiento de las obras holandesas sobre este tema iconográfico. 
Se representa un momento intermedio entre el Descendimiento de la Cruz y el Santo Entierro. Las figuras tienen gestos patéticos y el cuerpo de Cristo en el centro que se arquea en un semicírculo. Su cabeza la sujeta amorosamente una de las mujeres. La Virgen, desfallecida, está detrás de la figura de Cristo. San Jerónimo y san Pablo son los santos que aparecen a la izquierda, cada uno con un objeto simbólico para su identificación: San Jerónimo lleva una piedra con la que se golpeaba el pecho a modo de penitencia, mientras que San Pablo aparece con una espada, instrumento de su martirio. Al lado contrario aparece san Pedro, con la llave que permite identificarlo.
El grupo aparece sobre el fondo de una gruta que será el sepulcro de Cristo, cuyo borde de piedra parece verse entre las figuras. Al introducir gran parte del sepulcro Botticelli logra mayor acento escénico.
Los contornos de las figuras y de las rocas están muy marcados. El dolor queda reflejado en los violentos contrastes cromáticos, así como en los gestos y movimientos.